# Мухаммад Азам Шах
Мухаммад Азам Шах (8 липня 1653 — 19 червня 1707) — старший син падишаха Аурангзеба, падишах Великих Моголів від березня до червня 1707 року.

## Життєпис
1678 року, після смерті Азам-хана Кока батько призначив Мухаммада субадаром Бенгалії. 1681 року був оголошений спадкоємцем престолу. У 1685-1686 роках Мухаммад Азам Шах брав участь у військових діях свого батька проти маратхів. 1701 року він отримав пост субадара Гуджарату.
У березні 1707 року, після смерті Аурангзеба, троє його синів, Мухаммад Муаззам, Мухаммад Азам Шах і Мухаммад Кам Бахше, почали братерську війну за престол. Батько призначив своїм наступником старшого з живих синів, Мухаммада Муаззама, який з військом виступив з Кабула в похід на столицю — Агру. Мухаммад Азам Шах також заявив свої претензії на престол та проголосив себе падишахом. Другий син Мухаммада Муаззама шахзаде Азім уш-Шан також з військом виступив з Бенгалії й захопив столицю. У березні 1707 року Мухаммад Азам Шах зі своєю армією вступив до Агри й зайняв престол падишаха. Начальник столичної фортеці визнав його верховну владу та склав зброю. У червні того ж року до Агри підійшов шахзаде Мухаммад Муаззам зі своєю армією. 18 червня відбулась вирішальна битва між двома братами біля Джаджау, на південь від Агри. Мухаммад Азам Шах мав велику армію: 45 тисяч піхотинців і 65 тисяч вершників. Його підтримували Асад-хан і його син Зулфікар-хан, які відігравали значну роль в останні роки правління Аурангзеба. Втрати з обох сторін склали близько 10 тисяч осіб. Разом з тим, у битві Мухаммад Муаззам завдав Мухаммаду Азам Шаху нищівної поразки. Сам Мухаммад Азам Шах і двоє його синів загинули.

## Приватне життя
Мав чотирьох дружин, від яких народились сім синів і три дочки.